# Vincent Capillaire

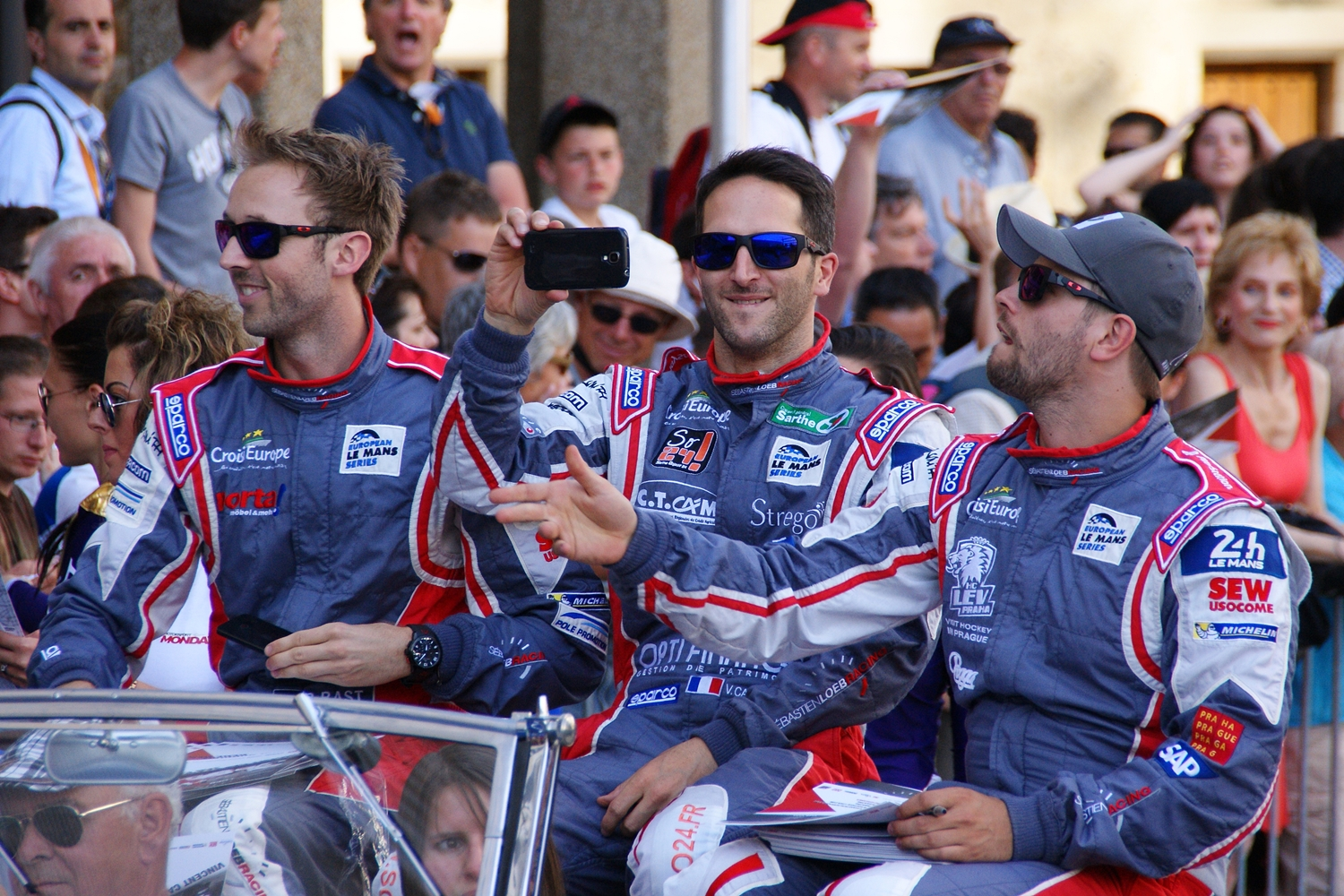
Vincent Capillaire (Mitte) 2014 in Le Mans

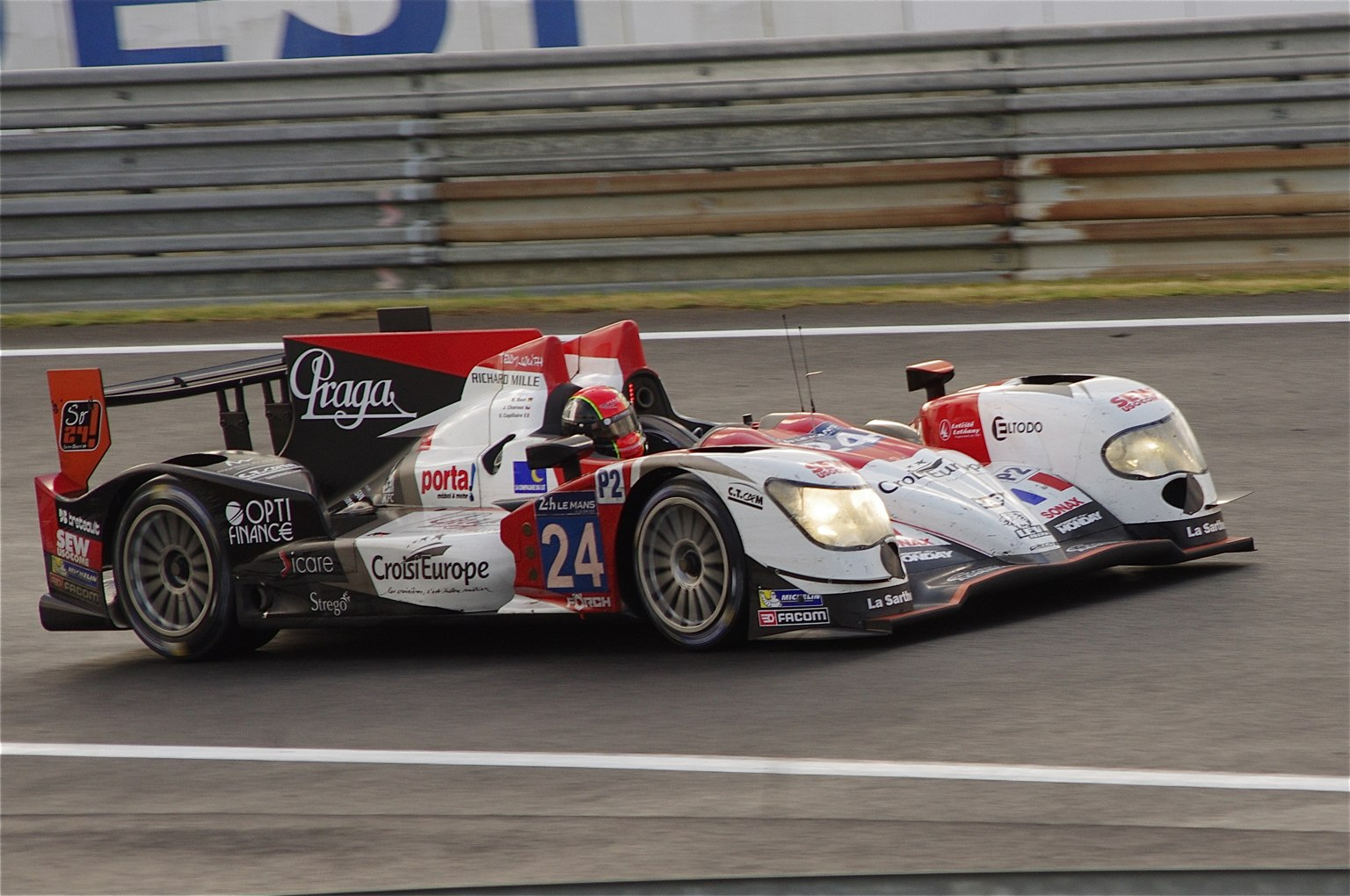
Vincent Capillaire am Steuer eines Oreca 03R; beim 24-Stunden-Rennen von Le Mans 2014

Vincent Capillaire (* 4. Februar 1976 in Le Mans) ist ein französischer Autorennfahrer.

## Karriere im Motorsport
Vincent Capillaire begann seine Karriere 1997 in der französischen Formel-Renault-Meisterschaft und kehrte nach einer zehnjährigen Absenz 2009 als Sportwagenpilot in den Motorsport zurück. Er fuhr für DAMS in der Formula Le Mans und ging daneben in der NASCAR Whelen Euro Series und der V de V Challenge Endurance Moderne – Proto an den Start. Nach einem zweiten Gesamtrang 2013 gewann er die Endwertung dieser Serie 2014.
Ab 2014 ging er für verschiedene Teams in der European Le Mans Series und der FIA-Langstrecken-Weltmeisterschaft ins Rennen und war dadurch auch bisher dreimal beim 24-Stunden-Rennen von Le Mans gemeldet. Seine beste Platzierung im Schlussklassement war der achte Rang im von Sébastien Loeb eingesetzten Oreca 03R, gemeinsam mit Jan Charouz und René Rast 2014.
Neben seinen Aktivitäten als Rennfahrer ist Capillaire auch als Fahrerlehrer- und Trainer tätig.

## Die Toyota-Affäre
Während des 24-Stunden-Rennens von Le Mans 2017 wurde Capillaire in den Ausfall des Toyota TS050 Hybrid von Kamui Kobayashi involviert. Capillaire hatte an der Boxenausfahrt den dort während einer Safety-Car-Phase im Toyota mit der Nummer 7 wartenden Japaner Daumen hoch gezeigt. Kobayashi verwechselte Capillaire mit einem Streckenposten und wollte trotz roter Ampel losfahren. Über Funk wurde er angewiesen wieder anzuhalten. Als er endlich losfahren konnte, ging die Kupplung am Toyota kaputt. Capillaire entschuldigte sich nach dem Rennen für die missverstandene Geste.

## Statistik

### Le-Mans-Ergebnisse
| Jahr | Team                    | Fahrzeug       | Teamkollege       | Teamkollege      | Platzierung | Ausfallgrund |
| ---- | ----------------------- | -------------- | ----------------- | ---------------- | ----------- | ------------ |
| 2014 | Sébastien Loeb Racing   | Oreca 03R      | Jan Charouz       | René Rast        | Rang 8      |              |
| 2015 | Signatech Alpine        | Alpine A450b   | Nelson Panciatici | Paul-Loup Chatin | Ausfall     | Unfall       |
| 2016 | SO24! by Lombard Racing | Ligier JS P2   | Érik Maris        | Jonathan Coleman | Rang 32     |              |
| 2017 | Algarve Pro Racing      | Ligier JS P217 | Matt McMurry      | Mark Patterson   | Rang 32     |              |
| 2018 | Graff SO24              | Oreca 07       | Jonathan Hirschi  | Tristan Gommendy | Rang 6      |              |
| 2019 | Graff                   | Oreca 07       | Jonathan Hirschi  | Tristan Gommendy | Rang 14     |              |
| 2020 | SO24-HAS By Graff       | Oreca 07       | James Allen       | Charles Milesi   | Ausfall     | Unfall       |
| 2021 | SO24-Dirob By Graff     | Oreca 07       | Arnold Robin      | Maxime Robin     | Rang 19     |              |

### Einzelergebnisse in der FIA-Langstrecken-Weltmeisterschaft
| Saison  | Team               | Rennwagen      | 1   | 2   | 3   | 4   | 5   | 6   | 7   | 8   | 9   |
| ------- | ------------------ | -------------- | --- | --- | --- | --- | --- | --- | --- | --- | --- |
| 2014    | Loeb Racing        | Oreca 03       | SIL | SPA | LEM | AUS | FUJ | SHA | BAH | SAO |     |
| 2014    | Loeb Racing        | Oreca 03       | 8   |     |     |     |     |     |     |     |     |
| 2015    | Signatech Alpine   | Alpine A450    | SIL | SPA | LEM | NÜR | AUS | FUJ | SHA | BAH |     |
| 2015    | Signatech Alpine   | Alpine A450    | DNF | 13  | DNF | 11  | 11  | 10  |     |     |     |
| 2016    | Graff Racing       | Ligier JS P2   | SIL | SPA | LEM | NÜR | MEX | AUS | FUJ | SHA | BAH |
| 2016    | Graff Racing       | Ligier JS P2   | 32  |     |     |     |     |     |     |     |     |
| 2017    | Algarve Pro Racing | Ligier JS P217 | SIL | SPA | LEM | NÜR | MEX | AUS | FUJ | SHA | BAH |
| 2017    | Algarve Pro Racing | Ligier JS P217 | 32  |     |     |     |     |     |     |     |     |
| 2018/19 | Graff              | Oreca 07       | SPA | LEM | SIL | FUJ | SHA | SEB | SPA | LEM |     |
| 2018/19 | Graff              | Oreca 07       |     | 6   |     |     |     |     |     | 14  |     |
| 2019/20 | Graff              | Oreca 07       | SIL | FUJ | SHA | BAH | AUS | SPA | LEM | BAH |     |
| 2019/20 | Graff              | Oreca 07       |     |     |     | DNF |     |     |     |     |     |
| 2021    | Graff              | Oreca 07       | SPA | POR | MON | LEM | BAH | BAH |     |     |     |
| 2021    | Graff              | Oreca 07       | 19  |     |     |     |     |     |     |     |     |